# 이재민 (음악가)
이재민(1958년 12월 6일 ~ )은 대한민국의 남성 가수 겸 작사가이다.

## 주요 이력
1977년 언더그라운드 다운타운 클럽에서 디스크 자키 첫 데뷔하였고 8년 후 1985년 가수 데뷔한 그는 대한민국 디스크 자키 1세대 출신이기도 한데 그의 히트곡에는 《골목길》, 《제 연인의 이름은》 등이 있다. 이후 가수 김수희, 가수 박경애 등의 매니저를 잠시 지냈다.

## 트리비아
디스크 자키 뮤지션이라는 그의 성향을 훗날 구준엽 등이 간접 영향을 받는 계기 혹은 발판이 펼쳐지기도 하였다.

## 친척 관계
그의 6촌 남동생은 보컬 음악 그룹 배따라기의 보컬리스트 겸 기타리스트 이혜민(1959. 01. 15. ~)이며 6촌 남동생 이혜민의 아버지인 이철(5촌 숙부)은 이재민의 아버지인 이택에게 사촌 형이 된다.